# Laval-Morency
Pour les articles homonymes, voir Laval.
Laval-Morency est une commune française, située dans le département des Ardennes en région Grand Est. Les habitants sont les Lavalois-Moriciens.

## Géographie
|         | Tremblois-lès-Rocroi |                          |
| Chilly  | Laval-Morency        | Le Châtelet-sur-Sormonne |
| Blombay | L'Échelle            |                          |

- En 1870, son principal hameau, le Tremblois, fut érigé en commune sous le nom de Tremblois-lès-Rocroi.

### Hydrographie
La commune est dans le bassin versant de la Meuse au sein du bassin Rhin-Meuse. Elle est drainée par la Sormonne, le ruisseau de Tremblois, le ruisseau le Ru et le ruisseau du Pre St-Martin,.
La Sormonne, d'une longueur de 56 km, prend sa source dans la commune de Taillette et se jette  dans la Meuse à Warcq, après avoir traversé 23 communes.

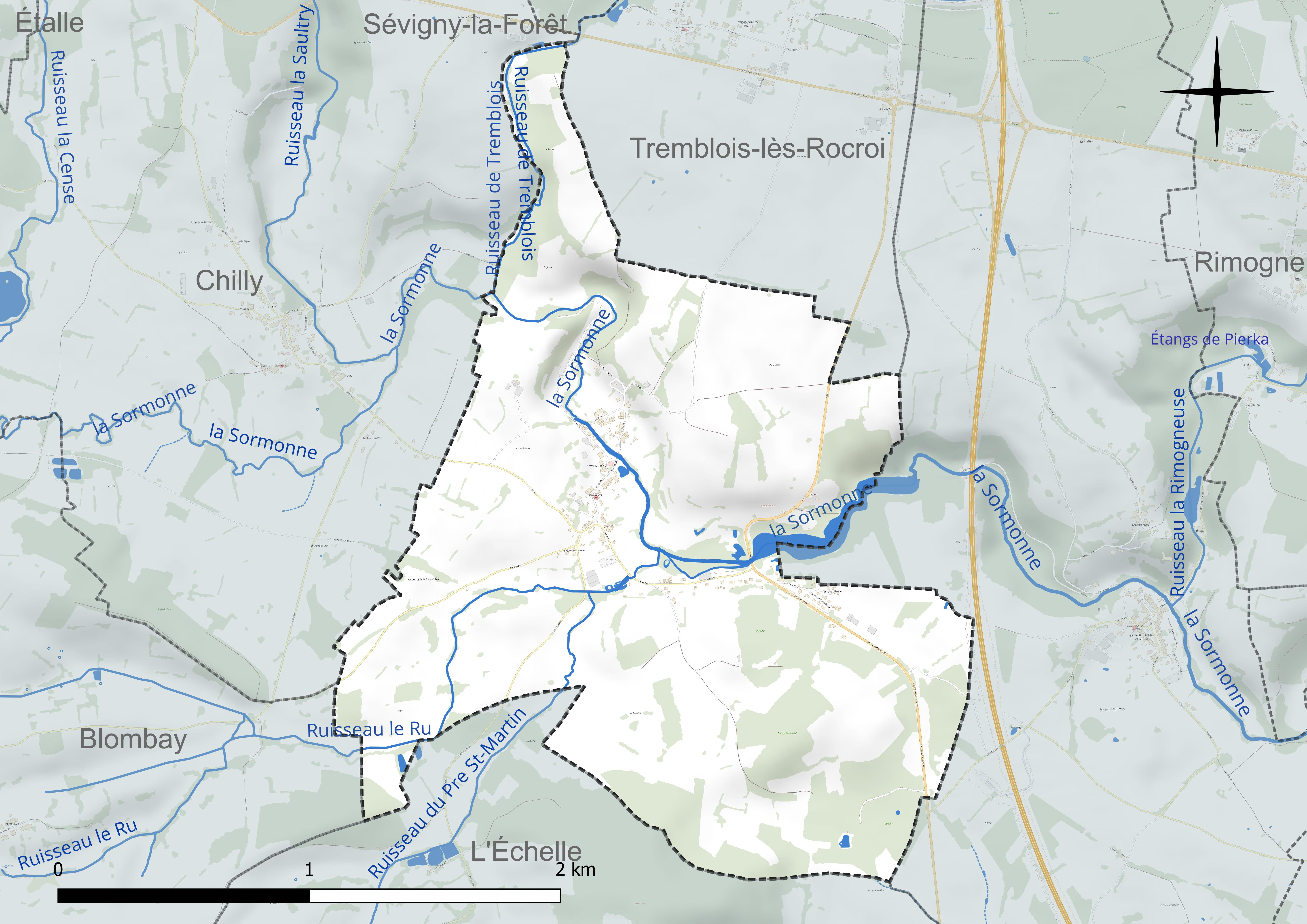
Réseau hydrographique de Laval-Morency.

Un plan d'eau complète le réseau hydrographique : l'étang de la Roche, d'une superficie totale de 5,7 ha (2,8 ha sur la commune),.

### Climat
Pour des articles plus généraux, voir Climat du Grand Est et Climat des Ardennes.
En 2010, le climat de la commune est de type climat de montagne, selon une étude du Centre national de la recherche scientifique s'appuyant sur une série de données couvrant la période 1971-2000. En 2020, Météo-France publie une typologie des climats de la France métropolitaine dans laquelle la commune est exposée à un climat océanique altéré et est dans la région climatique Nord-est du bassin Parisien, caractérisée par un ensoleillement médiocre, une pluviométrie moyenne régulièrement répartie au cours de l’année et un hiver froid (3 °C).
Pour la période 1971-2000, la température annuelle moyenne est de 9,6 °C, avec une amplitude thermique annuelle de 15 °C. Le cumul annuel moyen de précipitations est de 986 mm, avec 13,5 jours de précipitations en janvier et 9,6 jours en juillet. Pour la période 1991-2020, la température moyenne annuelle observée sur la station météorologique de Météo-France la plus proche, « Rocroi », sur la commune de Rocroi à 11 km à vol d'oiseau, est de 9,5 °C et le cumul annuel moyen de précipitations est de 1 210,4 mm. 
La température maximale relevée sur cette station est de 37,6 °C, atteinte le 25 juillet 2019 ; la température minimale est de −14,7 °C, atteinte le 4 février 2012,,.
Les paramètres climatiques de la commune ont été estimés pour le milieu du siècle (2041-2070) selon différents scénarios d'émission de gaz à effet de serre à partir des nouvelles projections climatiques de référence DRIAS-2020. Ils sont consultables sur un site dédié publié par Météo-France en novembre 2022.

## Urbanisme

### Typologie
Au 1er janvier 2024, Laval-Morency est catégorisée commune rurale à habitat dispersé, selon la nouvelle grille communale de densité à 7 niveaux définie par l'Insee en 2022.
Elle est située hors unité urbaine. Par ailleurs la commune fait partie de l'aire d'attraction de Charleville-Mézières, dont elle est une commune de la couronne,. Cette aire, qui regroupe 132 communes, est catégorisée dans les aires de 50 000 à moins de 200 000 habitants,.

### Occupation des sols
L'occupation des sols de la commune, telle qu'elle ressort de la base de données européenne d’occupation biophysique des sols Corine Land Cover (CLC), est marquée par l'importance des territoires agricoles (79,7 % en 2018), en augmentation par rapport à 1990 (78,3 %). La répartition détaillée en 2018 est la suivante : 
prairies (45,5 %), zones agricoles hétérogènes (34,3 %), forêts (11,5 %), zones urbanisées (8,8 %). L'évolution de l’occupation des sols de la commune et de ses infrastructures peut être observée sur les différentes représentations cartographiques du territoire : la carte de Cassini (XVIIIe siècle), la carte d'état-major (1820-1866) et les cartes ou photos aériennes de l'IGN pour la période actuelle (1950 à aujourd'hui).

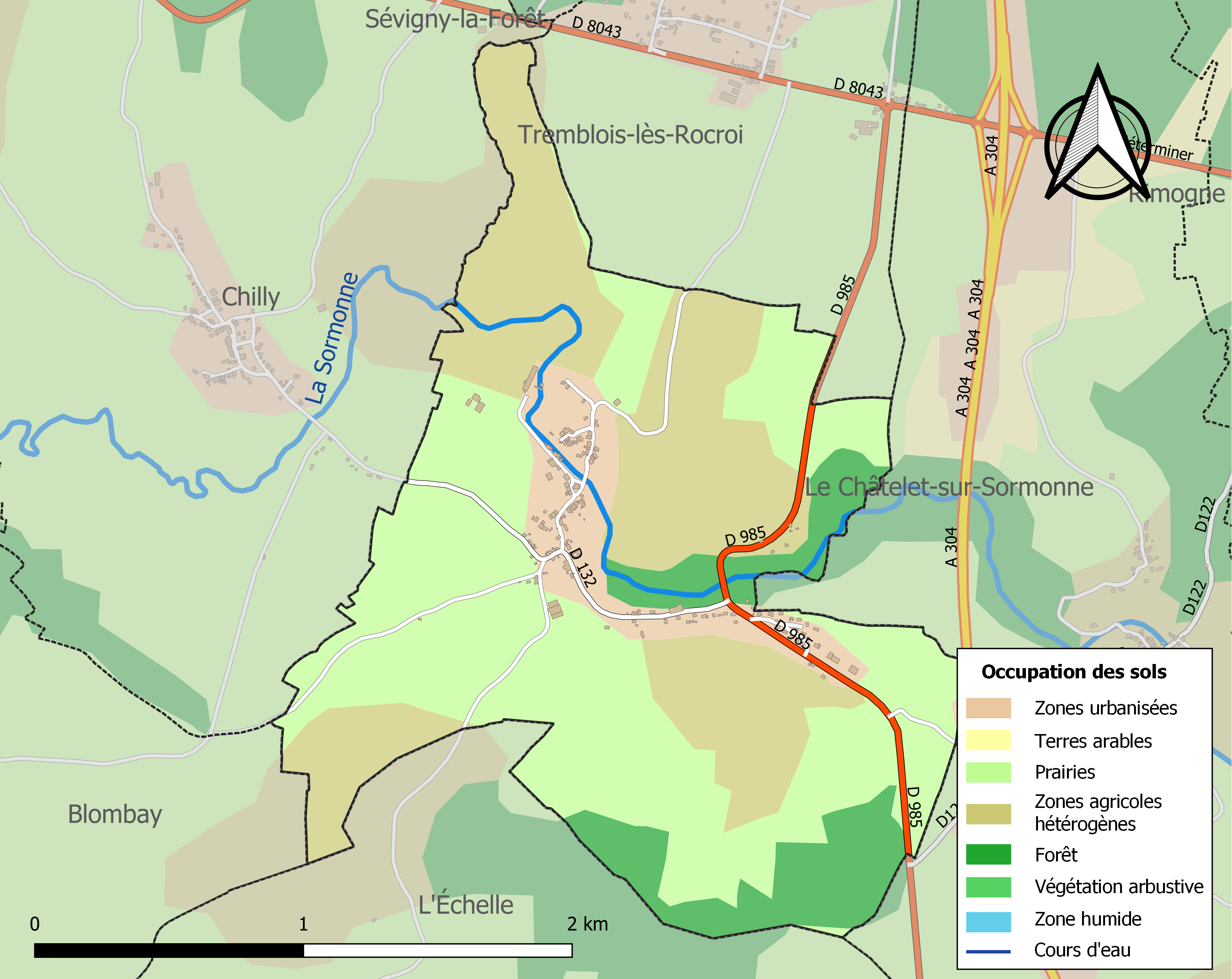
Carte des infrastructures et de l'occupation des sols de la commune en 2018 (CLC).

## Histoire
Laval-Morency est un village construit au début du 13e siècle par le chapitre de la cathédrale de Reims dans son domaine  des Potées (ou Pothées) — qui tient son nom de « de Potestatibus » ou propriétés, avec la notion de souveraineté.
C’est donc un des 17 villages édifiés dans la forêt du même nom, avec Aubigny, Blombay, Cernion, Chilly, Ecle (sous Marby), Étalles, Flaignes-les-Oliviers, Justine, Lépron, Logny, Marby, Marlemont, Maubert-Fontaine, Prez, Sévigny-la-Forêt et Vaux-Villaines.
Nicolas V de Rumigny — et par la suite ses successeurs — en devient l’avoué à qui le chapitre accorde dès 1215 douze deniers blancs et une poule ou un chapon à recevoir annuellement de chaque famille des villages nouveaux. De son côté, l’avoué promet aux chanoines aide et assistance pour les constructions projetées et aux habitants son appui et protection.
En septembre 1642 des troupes bourguignonnes vinrent brûler seize maisons avec les grains qui y étaient, pillant l'église, rançonnant des habitants. Ils revinrent la veille de la bataille de Rocroi.

## Politique et administration
| Période                                  | Période                   | Identité                                         | Étiquette | Qualité |
| ---------------------------------------- | ------------------------- | ------------------------------------------------ | --------- | ------- |
| 1802                                     |                           | M. Jacquemart                                    |           |         |
| 1808                                     | 1837                      | M. Nicolas Aubert                                |           |         |
| 1840                                     |                           | M. François Perlier                              |           |         |
| 1847                                     | 1864                      | M. Jean François Hubert                          |           |         |
| avant 1876                               | après 1877                | Boitelet                                         |           |         |
|                                          |                           | M. Paul Oget                                     |           |         |
| mars 2001                                | 2014                      | M. Jean Mokros                                   | PS        |         |
| Mars 2014                                | En cours (au 24 mai 2020) | M. Patrick Fonder Réélu pour le mandat 2020-2026 |           |         |
| Les données manquantes sont à compléter. |                           |                                                  |           |         |

Laval-Morency a adhéré à la charte du parc naturel régional des Ardennes, à sa création en décembre 2011.

## Démographie
L'évolution du nombre d'habitants est connue à travers les recensements de la population effectués dans la commune depuis 1793. Pour les communes de moins de 10 000 habitants, une enquête de recensement portant sur toute la population est réalisée tous les cinq ans, les populations de référence des années intermédiaires étant quant à elles estimées par interpolation ou extrapolation. Pour la commune, le premier recensement exhaustif entrant dans le cadre du nouveau dispositif a été réalisé en 2007.

En 2022, la commune comptait 233 habitants, en évolution de −3,32 % par rapport à 2016 (Ardennes : −2,97 %, France hors Mayotte : +2,11 %).
| 1793 | 1800 | 1806 | 1821 | 1831 | 1836 | 1841 | 1846 | 1851 |
| ---- | ---- | ---- | ---- | ---- | ---- | ---- | ---- | ---- |
| 288  | 365  | 414  | 436  | 492  | 494  | 537  | 562  | 624  |

| 1866 | 1872 | 1876 | 1881 | 1886 | 1891 | 1896 | 1901 | 1906 |
| ---- | ---- | ---- | ---- | ---- | ---- | ---- | ---- | ---- |
| 559  | 288  | 271  | 275  | 242  | 215  | 213  | 206  | 195  |

| 1911 | 1921 | 1926 | 1931 | 1936 | 1946 | 1954 | 1962 | 1968 |
| ---- | ---- | ---- | ---- | ---- | ---- | ---- | ---- | ---- |
| 214  | 210  | 281  | 306  | 247  | 218  | 260  | 312  | 276  |

| 1975 | 1982 | 1990 | 1999 | 2006 | 2007 | 2012 | 2017 | 2022 |
| ---- | ---- | ---- | ---- | ---- | ---- | ---- | ---- | ---- |
| 226  | 225  | 224  | 232  | 242  | 243  | 244  | 243  | 233  |

## Héraldique
| Armes de Laval-Morency | Les armes de Laval-Morency se blasonnent ainsi : D’or à l’étai renversé de sinople, à la divise ondée soudée d’argent brochant en fasce, surmontée d’une roue de moulin aussi de sinople, au chef d’azur chargé d’une croix aussi d’argent. |

## Lieux et monuments
- Église Saint-Étienne : église fortifiée  du XIIe siècle. L'édifice est inscrit au titre des monuments historiques depuis 1926[28].

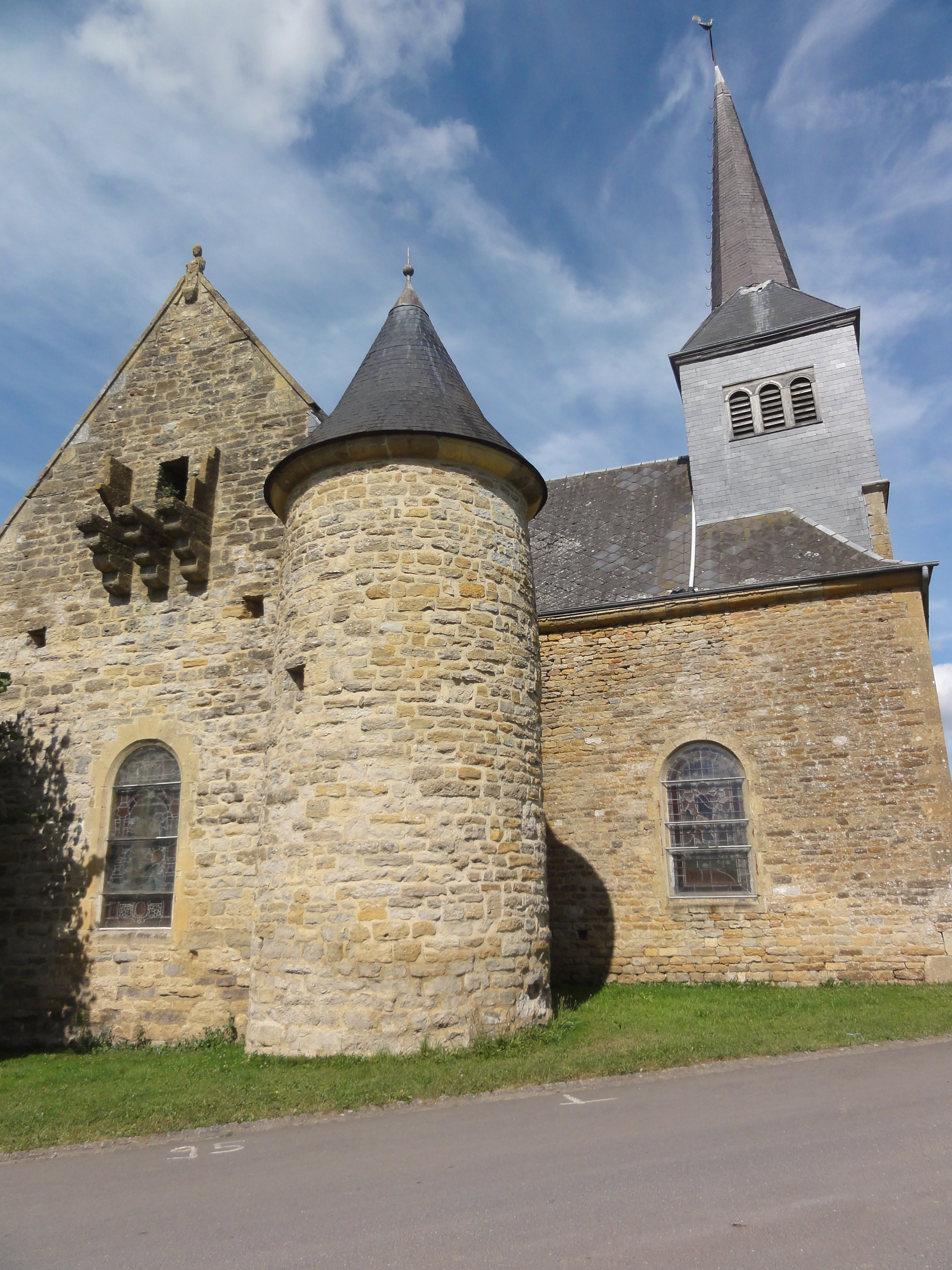
Église Saint-Étienne.
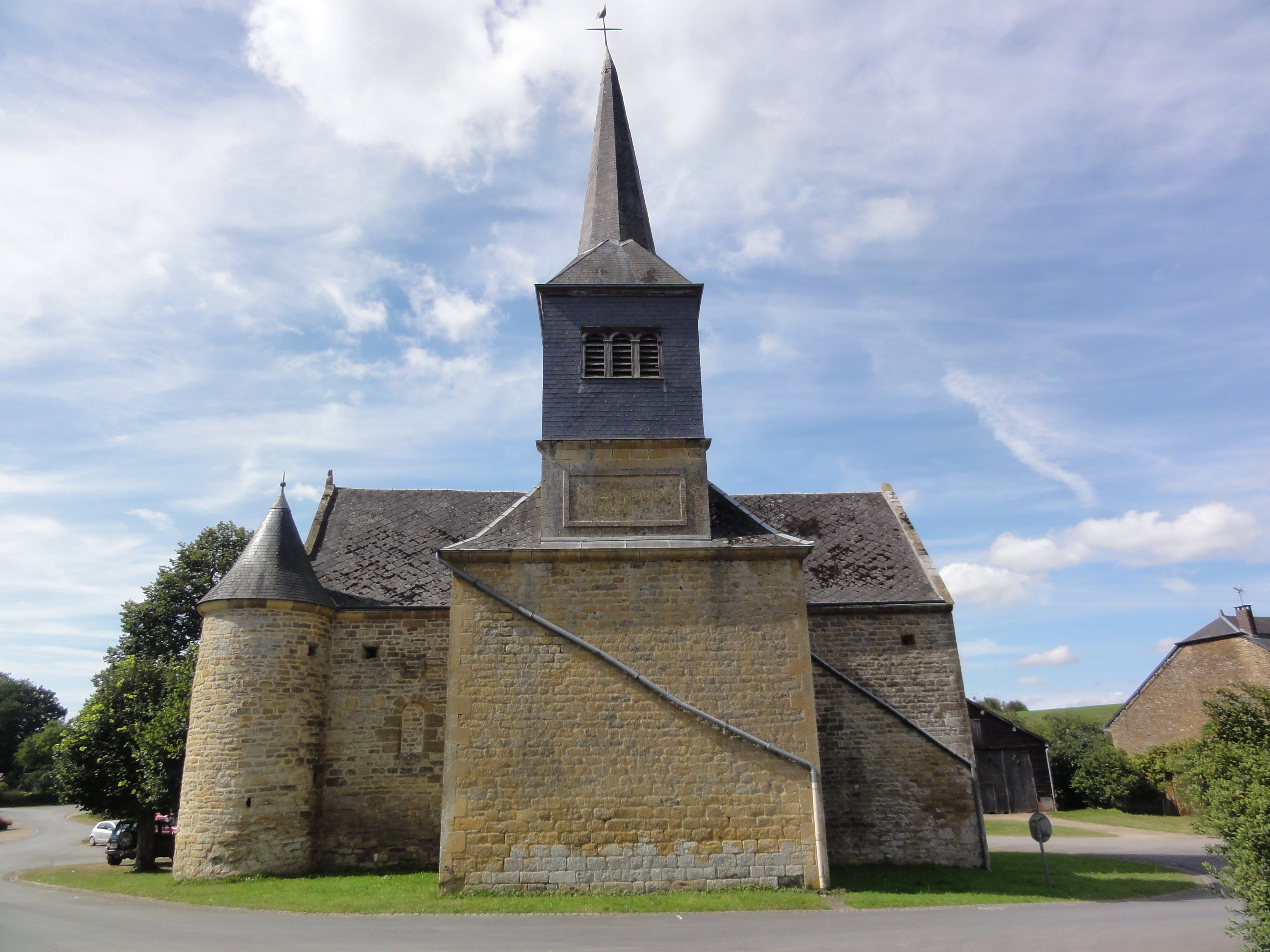
Église Saint-Étienne.
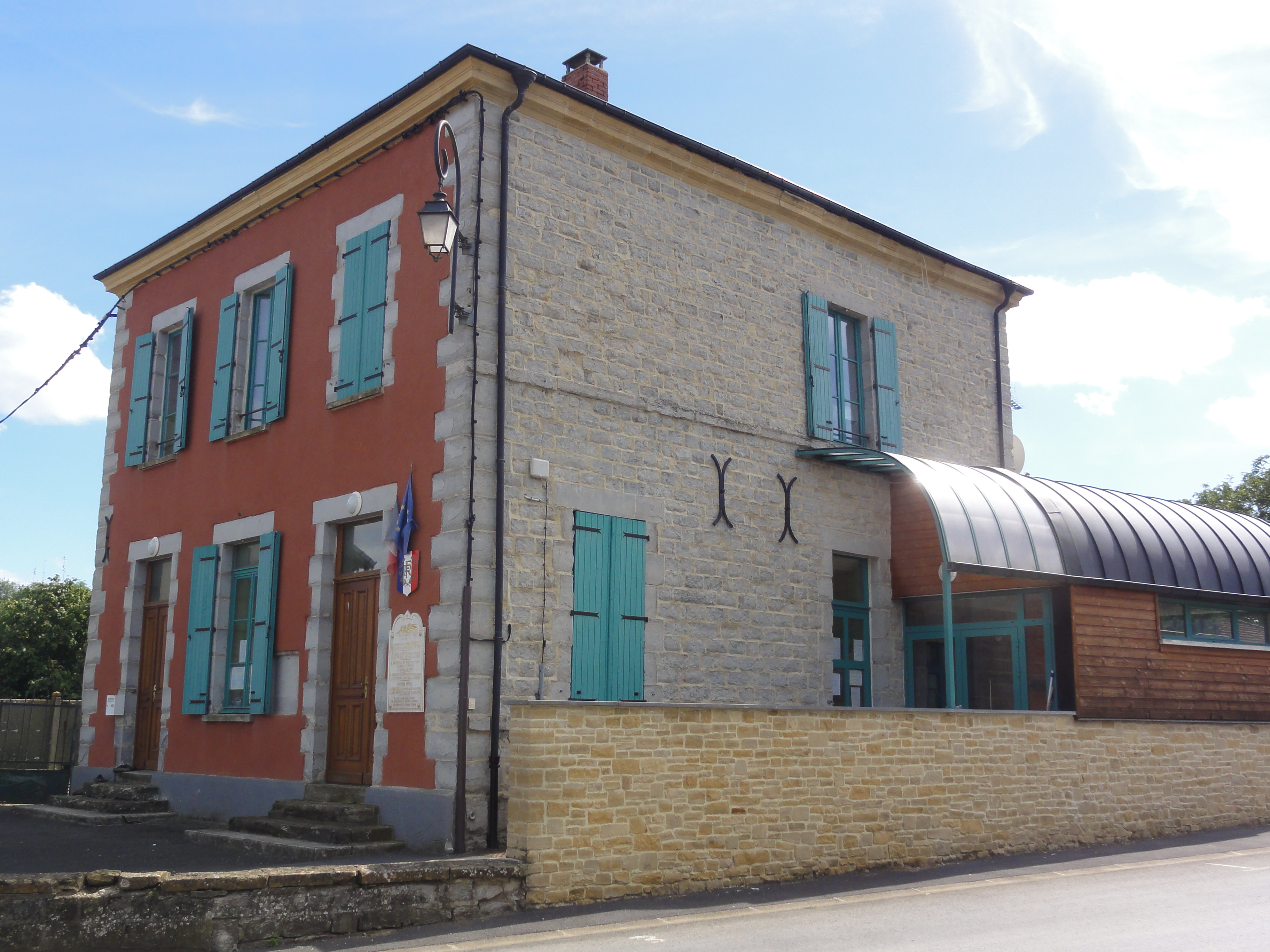
Mairie de Laval-Morency.